# Aedes japonicus
El mosquito Aedes japonicus se describió por primera vez en Tokio, en la isla de Honshu, su hábitat natural. Actualmente ha sido observado en Bélgica, China, Francia, Japón, Corea del Sur, Panamá, España, Rusia, Taiwán y los Estados Unidos contiguos. Se espera que en un futuro alcancen el resto de América del Norte, Europa, Asia y partes de Hawái.

## Distribución
A. japonicus es originario del Este de Asia y se pueden encontrar en Taiwán, Hong Kong, Japón, y partes of Rusia, China y Península Coreana. Además, han invadido y colonizado Norteamérica y Sudamérica, así como Europa. Fue detectado por vez primera en Nueva York y Nueva Jersey en 1998, y ha sido ocasionalmente detectado en lugares tan remotos como la isla de Vancouver. Su distribución se espera que acabe abarcando la mayor parte de Norteamérica, América Central, Europa, Asia y partes de Hawaii. Un modelo de distrubición desarrollado por Alemania, predijo que A. japonicus continuará expandiéndose por Alemania conforme el clima vaya cambiando. Otro modelo que estudió A. japonicus en Norteamérica, predijo que continuaría su invasión hacia el sur de los Estados Unidos, con posibilidad de alcanzar naciones insulares como Jamaica y Cuba. Ambos modelos sugieren que la invasión se producirá de forma relativamente rápida.

## Importancia médica
Aedes japonicus es considerado uno de los vectores activos del virus del Nilo Occidental y de sus síndromes asociados.
Dado que A. japonicus tiene la capacidad de transmitir arbovirus se han convertido rápidamente en una cuestión médica relevante, y una preocupación para la salud pública.  Son capaces, en condiciones experimentales, de transmitir el virus del Nilo Occidental y se consideran un vector activo de la enfermedad por virus del Nilo occidental y sus síndromes asociados. Su interacción con otros vectores de enfermedad conocidos le proporciona la capacidad potencial de influir en la ecología de otras enfermedades originadas por vectores. La investigación ha demostrado que el virus de la Encefalitis Japonesa  y el virus del Nilo Occidental tienen tasas diferentes de infección dependiendo de la base genética del mosquito. Un modo posible de reducir tanto la capacidad de invasión como la amenaza a la salud que conllevan es implementar un biocontrol a través de ácaros del agua parasitarios (Acari Hydrachnidae). Los ácaros han demostrado reducir la fecundidad y de esta manera pueden constituir una vía para reducir las poblaciones de mosquitos.  